# Cymbopogon bombycinus
Cymbopogon bombycinus är en gräsart som först beskrevs av Robert Brown, och fick sitt nu gällande namn av Karel Domin. Cymbopogon bombycinus ingår i släktet Cymbopogon, och familjen gräs. Inga underarter finns listade i Catalogue of Life.